# Nikolaus Rost
Nikolaus Rost fou un compositor alemany de finals del segle xvi. Va ser pastor de la parròquia de Cosmenz (Altenburg). Compongué Fröliche newe teutsche Gesäng, de 4 a 6 veus (1583); Newe liebliche Galliardt, a 4 veus (1593-1594). Cantiones selectissimae, motets de 6 a 8 veus (1614), i Psaume C.XXVIII, a 8 veus.